# Mike, el magnífic
Mike, el magnífic (títol original en anglès, Mighty Mike) és una sèrie de televisió animada per ordinador creada per Guillaume Hellouin. La sèrie és una coproducció entre l'estudi francès TeamTO i l'estudi canadenc Digital Dimension, produïda en associació amb France Télévisions, Super RTL, UYoung, Radio-Canada i Family Channel. Cake Entertainment s'encarrega de la distribució mundial. S'ha doblat al català pel canal Super3.